# Ophrys holoserica subsp. apulica
 Ophrys holoserica subsp. apulica  (O.Danesch & E.Danesch) Buttler. Son unas orquídeas monopodiales y terrestres de la subtribu Orchidinae de la familia Orchidaceae del género Ophrys. Esta subespecie es una de las numerosas subespecies y variedades locales que presenta la especie Ophrys holoserica. 

## Etimología
Su nombre "Ophrys" deriva de la palabra griega:"ophrys"="ceja" refiriéndose a la alta consideración que se tiene hacia este género.

Del latín "holoserica"="parecida a araña" refiriéndose a su labelo.

Ophrys se menciona por vez primera en el libro "Historia Natural" de Plinio el Viejo (23-79 AD).

Estas Orquídeas se denominan las "Orquídeas araña" porque el labelo de las flores se asemeja al abdomen de las arañas.

## Hábitat
Es un endemismo de la Italia centro-meridional. Considerada en el pasado como exclusiva de la Apulia, área geográfica en la que fue  primitivamente descrita, se encuentra sucesivamente señalada sin embargo en Marche, en Molise, Abruzzo, Basilicata y en Calabria; se duda su presencia en Sicilia.

## Descripción
Es una planta herbácea geófita bulbosa, con tallo alto 15-35 cm.
La diferencia de la subespecie nominal es por las mayores dimensiones de las flores, apareciendo, reunidas, en un número de 3 a 8, en una inflorescencia apical lasa. 
Los sépalos son púrpura o violáceos, ovado-lanceolados, mientras que los pétalos son triangulares. El labelo tiene forma trapezoidal, más ancho que largo, con un abombamiento basal pronunciado recubierto de una fina pelusa; la parte central del labelo está  decorada con una mancha, de color del gris metálico al rojo, generalmente en forma de H. El pico, de color amarillo-verdoso, está contorsionado y ligeramente replegado sobre el labelo.
Florece de abril a mayo. Polinización entomófila obra del himenóptero Eucera rufa (Apidae).